# Palazzo Contini-Dessilani
Palazzo Contini-Dessilani si trova in via Gallarini, antica via del Borghetto, a Fara Novarese.

## Storia
Il palazzo nasce come dimora della famiglia del Barone Franchetti Da Ponte. Attualmente il palazzo è proprietà della famiglia Contini-Dessilani.

## Struttura ed arte
L'attuale edificio è costituito da un corpo di fabbrica molto allungato, con facciata sobria e lineare, composto da piano terreno e piano nobile, al quale s'innestano due ali laterali che si rivolte verso sud. La pianta a forma di U delimita un ampio cortile interno sul quale si apre il porticato, sostenuto da eleganti colonne di granito.

## Archeologia
Nel 1806 il ponte sulla roggia Mora crollò a causa di un'alluvione. Venne ad essere ricostruito nelle forme attuali nel 1809, ed in quel frangente vennero praticati lavori di sbancamento delle rive. Durante i lavori uscirono fuori numerose tombe romane, contenti monete d'argento databili da Vespasiano (69 d.C.) a Plautilla (211 d.C.). Tra i rinvenimenti ci furono alcuni anelli d'argento ed un anello d'oro con il doppio ritratto di Faustina e Marc'Aurelio. I rinvenimenti furono donati al Museo Civico di Novara. Qualcosa di questo rinvenimento però rimase a Fara.
Nel cortile di Palazzo Contini-Dessilani, infatti, è conservato uno dei sarcofagi di epoca romana in granito, utilizzato come abbeveratoio. Non presenta fregi particolari. Sulla fronte un cartiglio ansato contiene un'iscrizione.

### Sarcofago di Lucio Lupercio
Il sarcofago presenta uno specchio scrittorio molto eroso, attualmente leggibile a stento con luce radente. L'epigrafe è contenuta in una cornice a solco con anse laterali, gli altri lati del sarcofago sono grezzi. Risulta mal rubricata, le lettere variano in altezza da 0,04 a 0,09 m e sono separate da irregolari interpunzioni triangoliformi. Poco o nulla si sa della sua ubicazione iniziale del sarcofago all'interno della necropoli, ne se l'anello d'oro sia associabile a questa specifica sepoltura.

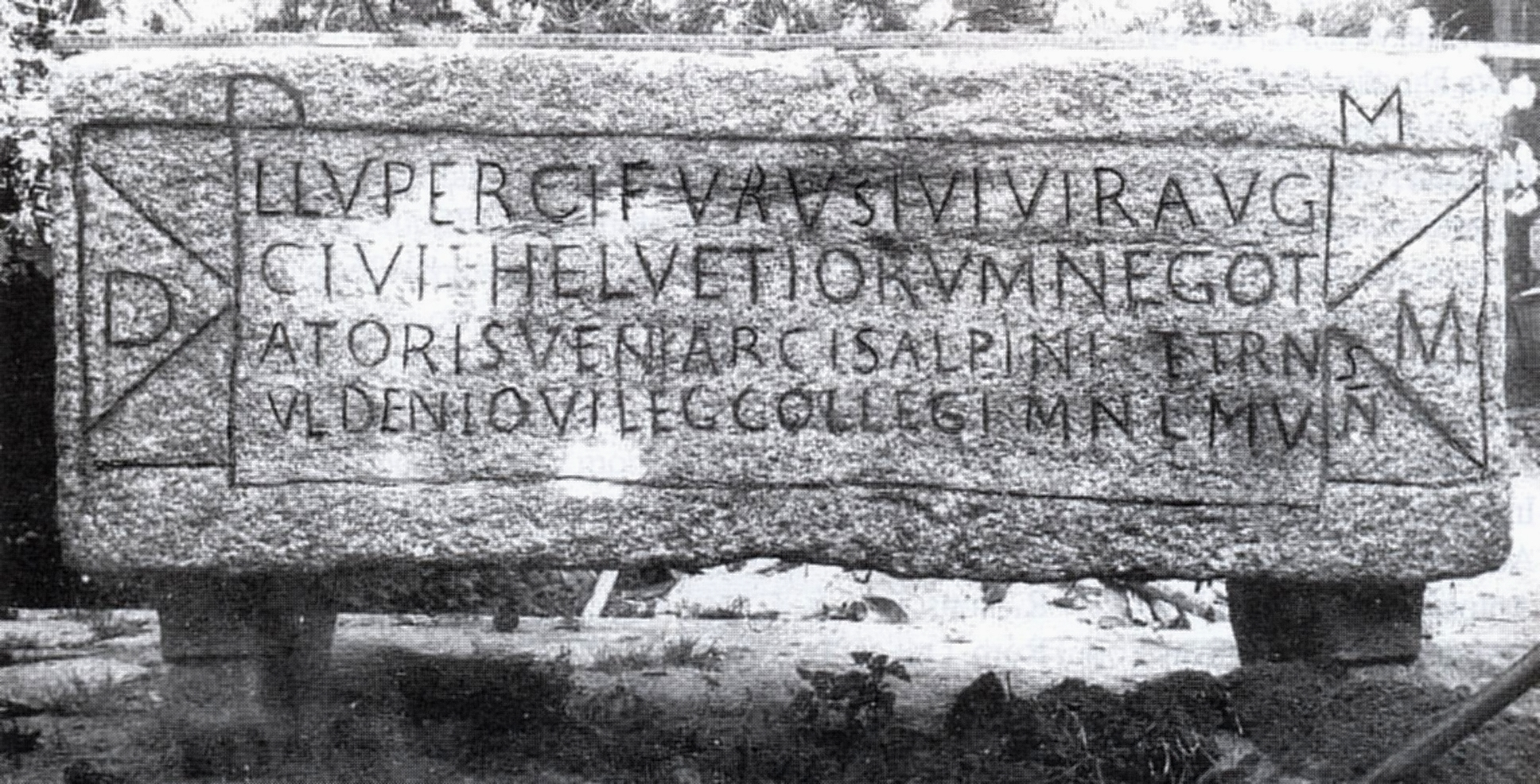
Il sarcofago romano in una foto d'epoca di Alberto Demarchi. L'iscrizione è stata ripassata, ma con alcuni errori d'interpretazione dello specchio scrittorio, come nella prima riga.

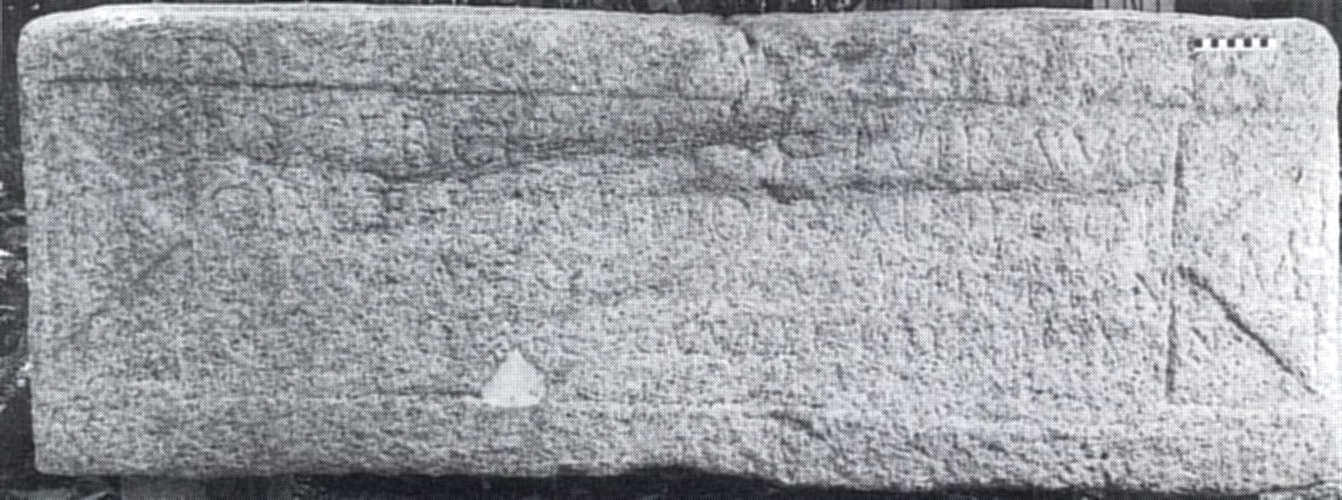
L'epigrafe allo stato attuale (foto di Giovanni Mennella).

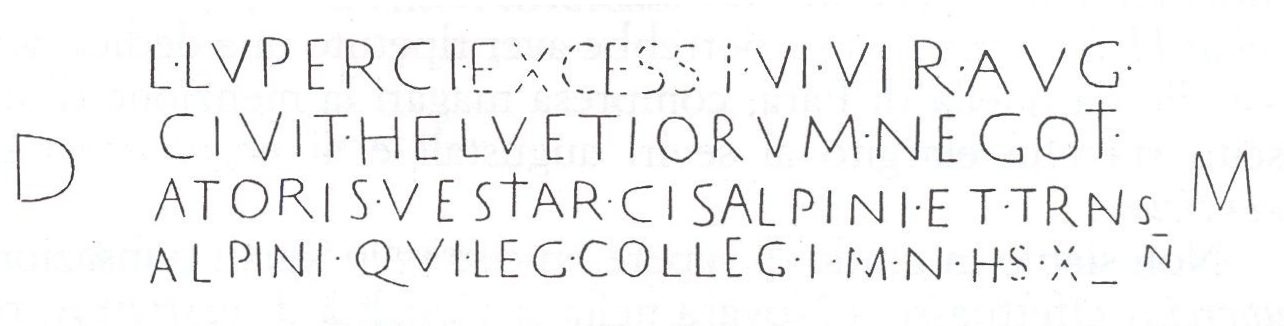
Trascrizione.

### Dimensioni Sarcofago
m 0,60 x 0,765 x 1,65

### Dimensioni specchio scrittorio
m 0,39 x 1,56

### Testo
D(is) M(anibus) | D(is) M(anibus) | L(uci) Luperci Excessi (?) VI vir(i) Aug(ustalis) | civit(ate) Helvetiorum, negot|(i)atoris vestiar(i) Cisalpini et Trans|alpini qui leg(avit) colleg(iatis) i(n) m(unicipio) N(ovarensium)HS X[-] n(ummos)
Dopo la dedica agli Dei Mani, si riconosce il proprietario del sarcofago, Lucio Luperco Escesso, seviro augustale nella circoscrizione territoriale della Civitas Helvetiorum, commerciante in stoffe al di qua ed al di là delle Alpi, residente nel municipio di Novaria. L'epigrafe riporta la dichiarazione che il denaro del  donativo di Luperco è andato ai colleghi commercianti consociati nel municipio novarese.

### Datazione
II secolo d.C.